# Oryzopsis hymenoides
Oryzopsis hymenoides es una planta perenne perteneciente a la familia de las poáceas.

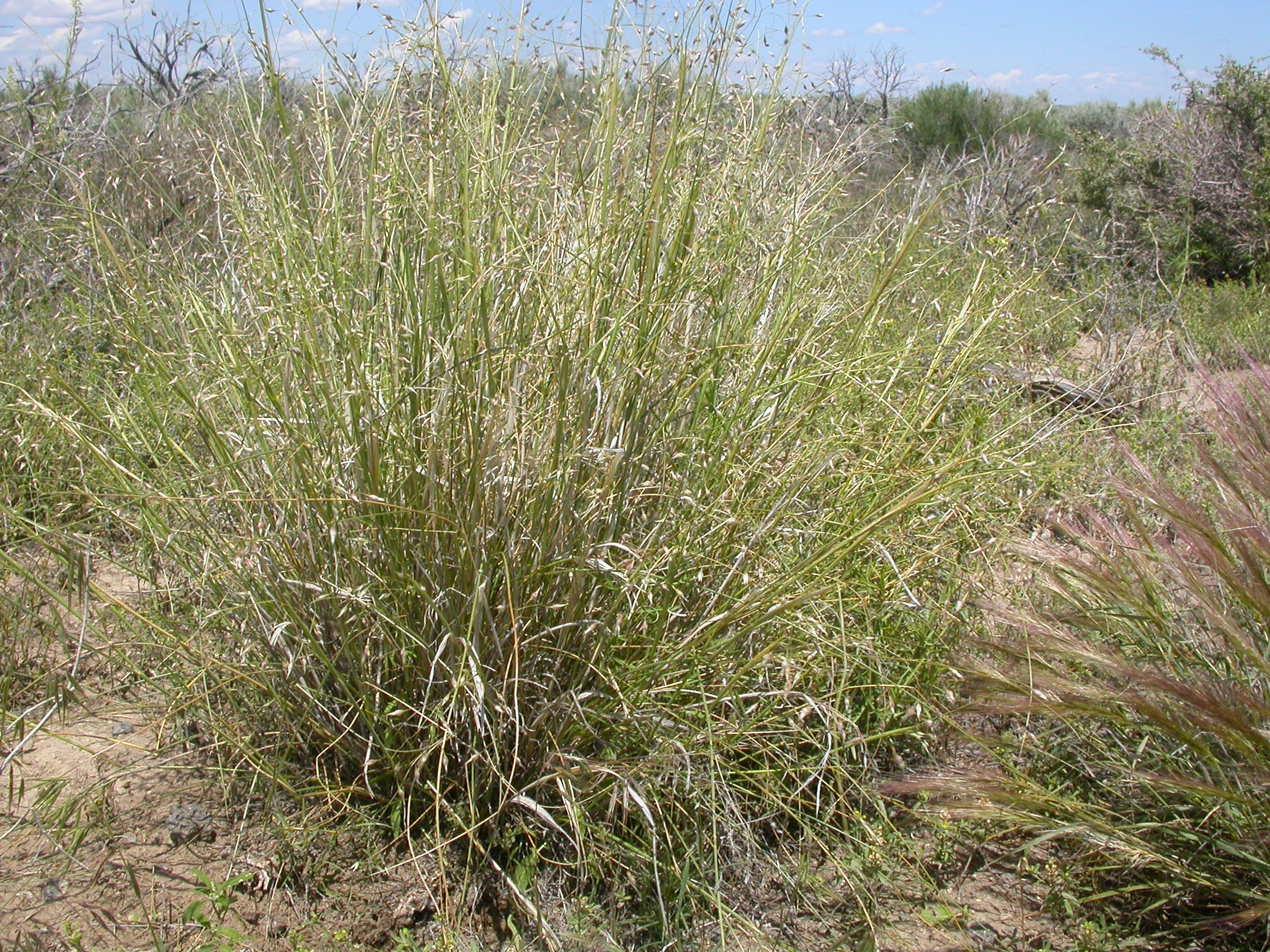
Vista de la planta

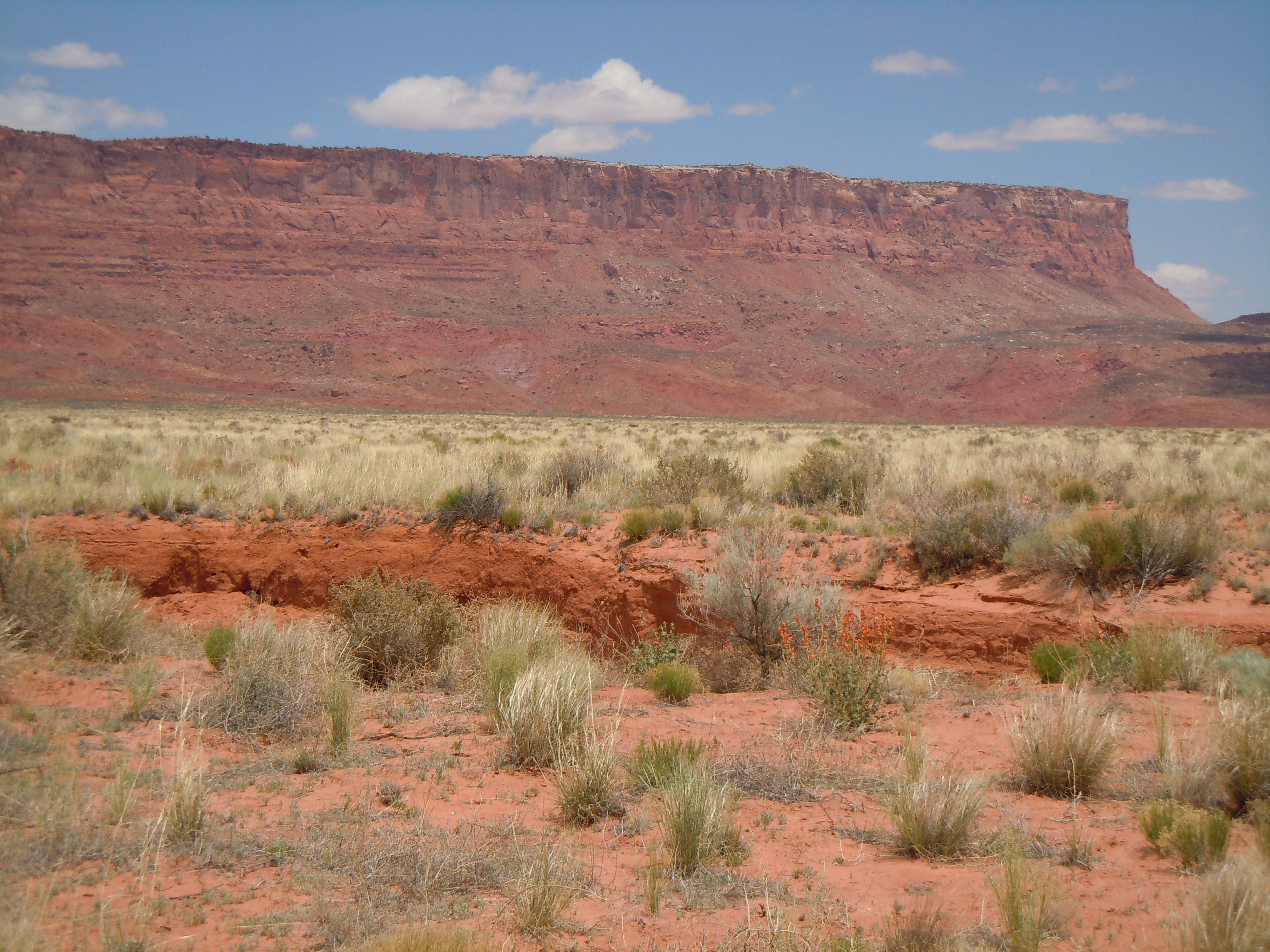
En su hábitat

## Distribución y hábitat
Es originaria del oeste de América del Norte al este de la Cordillera de las Cascadas desde Columbia Británica y Alberta al sur hasta el sur de California, el noreste de México, y Texas. 

## Descripción
En la naturaleza alcanza un tamaño de 10 a 61 cm de altura y de 20 a 30 cm  de ancho.
Crece en una variedad de hábitats del desierto desde arbustos hasta bosques de pino ponderosa. Puede vivir en suelos de arena o de arcilla, pero lo hace muy bien en la arena, donde está la hierba dominante en crecimiento con artemisa y puede presentarse casi sin mezclarse con otras plantas. Ayuda a estabilizar las arenas movedizas.: 151 

## Ecología

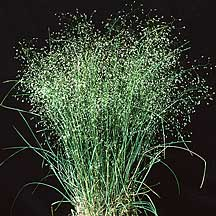
Flores

Es un importante alimento para el ganado y para los herbívoros salvajes como el bisonte, el borrego cimarrón, el alce, el venado bura, los berrendos y las liebres. Para algunas de estas especies es especialmente vital a finales de invierno, ya que produce brotes verdes antes que otras hierbas. Las semillas son muy consumidas por muchos roedores y aves, especialmente las palomas de luto.
Esta hierba resistente es conocida por su capacidad para sembrarse de nuevo y establecerse en los sitios dañados por el fuego o el pastoreo excesivo. Gran parte de la germinación se produce en años con abriles húmedos. Se cultiva en xerojardines - y los cultivares están disponibles y serán bastante grandes si se les da suficiente espacio. La apariencia de la flor abierta o su fruto es muy atractivo. El tallo de la flor se utiliza comúnmente en arreglos florales secos.

## Usos
En el pasado, la hierba era un alimento básico de los nativos americanos , sobre todo cuando la cosecha de maíz fracasaba. La simiente era reunida y molida en harina  y se convertía en pan. Desde 2000, se ha cultivado en Montana y comercializado bajo el nombre comercial Montina como granos libres de gluten. El pueblo Zuñi utilizaba las semillas molidas como alimento básico antes de la disponibilidad del maíz.

## Taxonomía
Oryzopsis hymenoides fue descrita por (Roem. & Schult.) Ricker ex Piper y publicado en Contributions from the United States National Herbarium 11: 109. 1906. 
Etimología
Oryzopsis: nombre genérico que es una combinación de Oryza (género de la misma familia) y del término griego opsis (apariencia), aludiendo a una similitud en los dos géneros.
hymenoides: epíteto latíno que significa "menbranoso"
Sinonimia
- Stipa hymenoides Roem. & Schult.[11] (basónimo)[12]
Eriocoma cuspidata Nutt.[11][13]
Oryzopsis cuspidata (Nutt.) Benth. ex Vasey[14]
Achnatherum hymenoides (Roem. & Schult.) Barkworth[11][15]
- Eriocoma hymenoides (Roem. & Schult.) Rydb.
- Eriocoma membranacea (Pursh) Beal
- Fendleria rhynchelytroides Steud.
- Milium cuspidatum (Nutt.) Spreng.
- Oryzopsis membranacea (Pursh) Vasey
- Stipa membranacea Pursh
- Urachne lanata Trin.[16][17]